# European Silver League femminile 2022
L'European Silver League 2022 si è svolta dal 25 maggio al 2 luglio 2022: al torneo hanno partecipato cinque squadre nazionali europee e la vittoria finale è andata per la seconda volta alla Svezia.

## Regolamento

### Formula
La formula ha previsto:
- Fase a gironi, disputata con girone all'italiana, con gare di andata e ritorno: le prime due classificate dell'unico girone hanno acceduto alla fase finale.
- Fase finale, disputata con finale: la vincitrice è promossa alla European Golden League 2023.

### Criteri di classifica
Se il risultato finale è stato di 3-0 o 3-1 sono stati assegnati 3 punti alla squadra vincente e 0 a quella sconfitta, se il risultato finale è stato di 3-2 sono stati assegnati 2 punti alla squadra vincente e 1 a quella sconfitta.
L'ordine del posizionamento in classifica è stato definito in base a:
- Numero di partite vinte;
- Punti;
- Ratio dei set vinti/persi;
- Ratio dei punti realizzati/subiti;
- Risultati degli scontri diretti.

## Squadre partecipanti
| Squadra     | Qualificazione | Ultima partecipazione       |
| ----------- | -------------- | --------------------------- |
| Estonia     | Wild card      | European Silver League 2021 |
| Lussemburgo | Wild card      | European Silver League 2021 |
| Portogallo  | Wild card      | European Silver League 2021 |
| Slovenia    | Wild card      | European Silver League 2021 |
| Svezia      | Wild card      | European Silver League 2018 |

## Torneo

### Fase a gironi

#### Risultati
| 25 maggio 2022 Športna Dvorana, Mislinja Durata: 1h:09 - Spettatori: 525                     | Slovenia    | 3 - 0 | Lussemburgo | 25-23, 25-12, 25-14               |
| 25 maggio 2022 Centro Cultural de Viana, Viana do Castelo Durata: 2h:07 - Spettatori: 643    | Portogallo  | 3 - 2 | Estonia     | 25-23, 25-15, 22-25, 26-28, 15-13 |
| 28 maggio 2022 Športna Dvorana, Mislinja Durata: 1h:06 - Spettatori: 560                     | Slovenia    | 0 - 3 | Svezia      | 13-25, 13-25, 19-25               |
| 29 maggio 2022 d'Coque, Lussemburgo Durata: 1h:14 - Spettatori: 950                          | Lussemburgo | 0 - 3 | Estonia     | 19-25, 21-25, 16-25               |
| 1º giugno 2022 Centro Cultural de Viana, Viana do Castelo Durata: 1h:21 - Spettatori: 1 023  | Portogallo  | 3 - 0 | Slovenia    | 25-21, 25-14, 25-22               |
| 1º giugno 2022 d'Coque, Lussemburgo Durata: 1h:11 - Spettatori: 250                          | Lussemburgo | 0 - 3 | Svezia      | 22-25, 15-25, 10-25               |
| 4 giugno 2022 Idrottshallen, Lund Durata: 2h:10 - Spettatori: 1 432                          | Svezia      | 2 - 3 | Portogallo  | 22-25, 25-21, 18-25, 25-21, 13-15 |
| 4 giugno 2022 Športna Dvorana, Mislinja Durata: 2h:03 - Spettatori: 590                      | Slovenia    | 3 - 2 | Estonia     | 25-18, 18-25, 23-25, 25-22, 15-11 |
| 8 giugno 2022 Tartu Ülikooli Spordihoone, Tartu Durata: 2h:00 - Spettatori: 294              | Estonia     | 2 - 3 | Svezia      | 12-25, 25-23, 25-23, 22-25, 11-15 |
| 8 giugno 2022 Pavilhão Municipal Santo Tirso, Santo Tirso Durata: 1h:06 - Spettatori: 1 258  | Portogallo  | 3 - 0 | Lussemburgo | 25-12, 25-13, 25-21               |
| 12 giugno 2022 Idrottshallen, Lund Durata: 1h:03 - Spettatori: 1 257                         | Svezia      | 3 - 0 | Estonia     | 25-20, 25-20, 25-12               |
| 12 giugno 2022 Tramschapp, Lussemburgo Durata: 1h:05 - Spettatori: 180                       | Lussemburgo | 0 - 3 | Portogallo  | 8-25, 15-25, 15-25                |
| 15 giugno 2022 A Le Coq Sport spordimaja, Tartu Durata: 1h:59 - Spettatori: 225              | Estonia     | 3 - 2 | Slovenia    | 27-25, 25-20, 25-27, 23-25, 15-10 |
| 15 giugno 2022 Pavilhão Municipal Santo Tirso, Santo Tirso Durata: 2h:35 - Spettatori: 1 875 | Portogallo  | 2 - 3 | Svezia      | 13-25, 25-21, 24-26, 32-30, 19-21 |
| 18 giugno 2022 Idrottshallen, Lund Durata: 1h:00 - Spettatori: 711                           | Svezia      | 3 - 0 | Lussemburgo | 25-11, 25-13, 25-14               |
| 18 giugno 2022 Športna Dvorana Ljudski Vrt, Maribor Durata: 1h:44 - Spettatori: 150          | Slovenia    | 3 - 1 | Portogallo  | 26-24, 25-23, 16-25, 25-20        |
| 22 giugno 2022 Idrottshallen, Lund Durata: 1h:15 - Spettatori: 1 098                         | Svezia      | 3 - 0 | Slovenia    | 25-19, 25-20, 25-16               |
| 22 giugno 2022 Tartu Ülikooli Spordihoone, Tartu Durata: 1h:06 - Spettatori: 195             | Estonia     | 3 - 0 | Lussemburgo | 25-14, 25-16, 25-22               |
| 26 giugno 2022 Tramschapp, Lussemburgo Durata: 1h:06 - Spettatori: 190                       | Lussemburgo | 0 - 3 | Svezia      | 17-25, 16-25, 17-25               |
| 26 giugno 2022 Tartu Ülikooli Spordihoone, Tartu Durata: 1h:51 - Spettatori: 169             | Estonia     | 1 - 3 | Portogallo  | 25-20, 23-25, 22-25, 19-25        |

#### Classifica
| Pos. | Squadra     | Pt | G | V | P | SV | SP | Ratio | PF  | PS  | Ratio |
| ---- | ----------- | -- | - | - | - | -- | -- | ----- | --- | --- | ----- |
| 1.   | Svezia      | 20 | 8 | 7 | 1 | 23 | 7  | 3,286 | 712 | 552 | 1,290 |
| 2.   | Portogallo  | 17 | 8 | 6 | 2 | 21 | 11 | 1,909 | 745 | 652 | 1,143 |
| 3.   | Slovenia    | 12 | 8 | 4 | 4 | 14 | 15 | 0,933 | 612 | 632 | 0,968 |
| 4.   | Estonia     | 11 | 8 | 3 | 5 | 16 | 17 | 0,941 | 706 | 715 | 0,987 |
| 5.   | Lussemburgo | 0  | 8 | 0 | 8 | 0  | 24 | 0,000 | 376 | 600 | 0,627 |

      Qualificata alla finale.

### Finale
| 2 luglio 2022 Idrottshallen, Lund Durata: 1h:24 - Spettatori: 1 712 | Svezia | 3 - 0 | Portogallo | 25-19, 25-21, 25-16 |

## Classifica finale
| Pos | Squadra     | Rosa |
| --- | ----------- | --- |
|     | Svezia      | Formazione: 3 L. Andersson, 4 Wasserfaller, 5 Malm, 7 Sjöberg, 8 Topic, 9 R. Lazić, 10 I. Haak, 11 A. Lazić, 12 Gustafsson, 13 Brink, 16 V. Andersson, 17 A. Haak, 19 Andersson, 21 Larsson, 23 Van Leusen, CT: Hakala              |
|     | Portogallo  | Formazione: 1 Cavalcanti, 2 Coelho, 3 M. Rodrigues, 4 Couto, 5 de Oliveira, 7 Durão, 8 Loureiro, 9 Clemente, 10 Hurst, 11 Resende, 12 Moura, 13 Maia, 14 A. Rodrigues, 15 Kavalenka, 16 Lopes, 17 Gomes, CT: Silva                  |
| 3   | Slovenia    | Formazione: 2 Mazej, 3 Pogačar, 4 Leban, 6 Milošič, 7 Koren, 8 Zatkovič, 9 Šiftar, 11 Velikonja Grbac, 12 Pucelj, 13 Boisa, 16 Grubišič Čabo, 17 Lorber Fijok, 18 Planinšec, 21 Halužan Sagadin, 26 Gorjup, 27 Milošič, CT: Bonitta |
| 4   | Estonia     | Formazione: 1 Peit, 2 Lember, 3 Mõnnakmäe, 4 Miilen, 5 L. Kullerkann, 6 Siimson, 7 Hollas, 11 Laak, 12 Leenurm, 13 Pertens, 15 Parts, 16 Kibbermann, 17 Vahula, 19 K. Kullerkann, 21 Kangro, 22 Pill, CT: Orefice                   |
| 5   | Lussemburgo | Formazione: 1 Martin, 2 Mulli, 3 Hoffmann, 4 Schneider, 5 Mach, 6 Braas, 8 Esselin, 9 G. Tarantini, 16 Welsch, 18 Van Elslande, 19 Fraschetti, 20 L. Tarantini, 21 Snopok, 23 Koos, CT: Aiuto                                       |

|  | Promossa in European Golden League 2023 |

## Statistiche
| Rendimento individuale | Rendimento individuale | Rendimento individuale | Rendimento individuale |
| Pos.                   | Nome                   | Punti                  | Squadra                |
| ---------------------- | ---------------------- | ---------------------- | ---------------------- |
| 1                      | Isabelle Haak          | 217                    | Svezia                 |
| 2                      | Júlia Kavalenka        | 162                    | Portogallo             |
| 3                      | Kertu Laak             | 138                    | Estonia                |
| 4                      | Mija Šiftar            | 100                    | Slovenia               |
| 5                      | Margarida Maia         | 98                     | Portogallo             |

| Attacchi vincenti | Attacchi vincenti | Attacchi vincenti | Attacchi vincenti |
| Pos.              | Nome              | Punti             | Squadra           |
| ----------------- | ----------------- | ----------------- | ----------------- |
| 1                 | Isabelle Haak     | 183               | Svezia            |
| 2                 | Júlia Kavalenka   | 139               | Portogallo        |
| 3                 | Kertu Laak        | 114               | Estonia           |
| 4                 | Mija Šiftar       | 89                | Slovenia          |
| 5                 | Margarida Maia    | 80                | Portogallo        |

| Muri vincenti | Muri vincenti      | Muri vincenti | Muri vincenti |
| Pos.          | Nome               | Punti         | Squadra       |
| ------------- | ------------------ | ------------- | ------------- |
| 1             | Carina Moura       | 32            | Portogallo    |
| 2             | Eliise Hollas      | 19            | Estonia       |
| 2             | Saša Planinšec     | 19            | Slovenia      |
| 4             | Jonna Wasserfaller | 16            | Svezia        |
| 5             | Vilma Andersson    | 15            | Svezia        |
| 5             | Anna Haak          | 15            | Svezia        |

| Battute vincenti | Battute vincenti | Battute vincenti | Battute vincenti |
| Pos.             | Nome             | Punti            | Squadra          |
| ---------------- | ---------------- | ---------------- | ---------------- |
| 1                | Isabelle Haak    | 21               | Svezia           |
| 2                | Alexandra Lazić  | 12               | Svezia           |
| 3                | Vilma Andersson  | 11               | Svezia           |
| 3                | Júlia Kavalenka  | 11               | Portogallo       |
| 3                | Kertu Laak       | 11               | Estonia          |
| 3                | Maša Pucelj      | 11               | Slovenia         |